# Артјом Анисимов
Артјом Алексејевич Анисимов (рус. Артём Алексе́евич Ани́симов; 24. мај 1988, Јарослављ, Совјетски Савез) професионални је руски хокејаш на леду који игра на позицији централног нападача.
Тренутно игра за екипу Чикаго блекхокси која се такмичи у Националној хокејашкој лиги (НХЛ).
Са сениорском репрезентацијом Русије освојио је титулу светског првака на Светском првенству 2014. у Минску.

## Каријера
Артјом Анисимов је поникао у хокејашкој школи Локомотиве из Јарославља, са којом је потписао први полупрофесионални уговор за сезону 2004/05. током које је играо у резервном јуниорском тиму у развојној лиги. Сениорској екипи придружио се са 17 година, у сезони 2005/06. одигравши тада свега 10 утакмица, уз скроман учинак од тек једне асистенције. Већ наредне сезоне постао је стандардни играч своје екипе. 
На улазном драфту НХЛ лиге 2006. одабран је у другој рунди као 54. пик од стране њујоршких Ренџерса. 
Професионални уговор са екипом из Њујорка потписао је 2. августа 2007. године, а исте године заиграо је у филијали Ренџерса, екипи Хартфорда у Америчкој лиги. У НХЛ лиги дебитовао је 3. фебруара 2009. у утакмици против Атланте, а одиграо је још и последњи седми меч четвртфинала плејофа источне конференције. Већ од наредне, сезоне 2009/10. постаје стандардним чланом прве поставе Ренџерса, а први погодак постигао је на утакмици против Анахајм Дакса играној 11. октобра 2009. (победа од 3:0). Најбољи учинак остварио је у сезони 2010/11. када је на укупно 87 одиграних утакмица постигао 19 погодака и 26 асистенција. Током јула 2011. као делимично слободан играч потписао је нови двогодишњи уговор са Ренџерсима вредан 3,75 милиона америчких долара. 
У лето 2012, заједно са Брендоном Дубинским и Тимом Ериксоном трејдован је у редове Коламбус Блу Џакетса за Рика Неша и Стивена Делајла. Након солидне сезоне у екипи из Коламбуса током које је на 35 утакмица имао учинак од 11 погодака и 7 асистенција, потписао је пуни трогодишњи уговор са тим тимом вредан укупно 9,85 милиона америчких долара (3,28 милиона по сезони). Током локаута у НХЛ лиги у сезони 2012/13. вратио се у Европу, у матичну Локомотиву из Јарославља у КХЛ лиги, за коју је током полусезоне колико је трајао локаут одиграо 36 утакмица (12 голова и 17 асистенција). По окончању локаута вратио се у редове екипе из Коламбуса. 

### Репрезентативна каријера
Први велики турнир за репрезентацију Русије на којем је играо Анисимов било је светско првенство за играче до 18 година 2006, на којем је Русија освојила 5. место. Анисимов је на том турниру одиграо 6 утакмица уз учинак од 3 гола и 2 асистенције. Наредне две године наступао је за селекције до 20 година са којима је освојио једно сребро (2007) и бронзу (2008). 
За сениорску репрезентацију на великим такмичењима дебитовао је на Светском првенству 2010. у Немачкој, где је одиграо 9 утакмица (1 гол и 2 асистенције), а Русија освојила сребрну медаљу. Потом је играо и на СП 2013. (8 утакмица и једна асистенција). Највећи успех остварио је на СП 2014. освојивши златну медаљу. На том турниру одиграо је свих 10 утакмица уз учинак од 1 гола и 3 асистенције (укупно 4 поена).
Био је део и Руске олимпијске репрезентације на Зимским олимпијским играма 2014. у Сочију (одиграо 5 утакмица без значајнијег учинка).